# Richard C. Duncan
Richard C. Duncan, el autor de la teoría de Olduvai, es licenciado en ciencias por la Universidad de Oregón en 1961, obtuvo la maestría en ciencias de ingeniería eléctrica en 1969 y tiene un doctorado en ingeniería de sistemas por la Universidad de Washington en 1973, donde se dedicó a la docencia de ingeniería de 1967 a 1973. En 1974 comenzó a trabajar junto al geólogo Walter Youngquist. De 1975 a 1976 trabajó junto a Dennis Meadows (coautor del libro Los límites al crecimiento). Fue ingeniero en jefe de 1985 a 1992 sobre la aplicación de un sistema de control de potencia (SCADA) para el consolidado Arabia Electric Company en Arabia Saudita (exintegrante de la Saudi Aramco). En 1992 fundó el Instituto de Energía y el Hombre. Duncan es aficionado a la antropología y a la arqueología, personalmente ha estudiado las culturas de aproximadamente 50 países.

## Teoría de Olduvai
Duncan publicó en 1989 un trabajo llamado "La teoría de pulso-transitorio de la civilización industrial", que más tarde, en el año 1996, renombraría como "La Teoría de Olduvai: ir cayendo hacia una era post-industrial de la edad de piedra", donde adoptó el término "Teoría de Olduvai" inspirándose en el sitio arqueológico llamado la Garganta de Olduvai.
Esta teoría sostiene que la proporción de la producción mundial de energía per cápita empezaría a disminuir hacia 2007 debido a un descenso de las tasas de extracción de combustibles fósiles por agotamiento al mismo tiempo que crece la demanda por el aumento de la población.  Esto causaría un colapso social y económico catastrófico. Argumenta que los primeros signos fiables serían grandes apagones eléctricos en todo el mundo.
La teoría también sugiere que los seres humanos eventualmente volverían a un estilo de vida similar al de la Edad de Piedra después de que la mayoría de la población mundial haya muerto durante el siglo XXI.

## Controversias
Muchos de los trabajos de Richard C. Duncan han sido publicados en el “The social contract press”, una editorial norteamericana fundada por John Tanton y dirigida por Wayne Lutton. Esta editorial es defensora del control de la natalidad y la reducción de la inmigración, además de hacer énfasis en temas como la cultura y el medio ambiente.    Entre sus publicaciones más polémicas se encuentra el libro “El Campamento de los Santos” del autor francés Jean Raspail, ocasionando que tal editorial haya sido descrita por el Southern Poverty Law Center como un "grupo de odio" que "publica una serie de obras racistas y xenófobas".
Duncan expone ese tipo de tendencias al insinuar que el principio de atractividad de la teoría de Olduvai establece que:

Seguirán entrando y estableciéndose en Estados Unidos cantidades ingentes de inmigrantes sin papeles, hasta que el nivel de vida medio en Estados Unidos caiga hasta el nivel de vida mundial o hasta que las leyes existentes en Estados Unidos se hagan cumplir.

Pedro Prieto, uno de los especialistas del cenit petrolero en el mundo de habla hispana, se ha mostrado particularmente molesto con este punto declarando que es una contradicción insinuar el cierre de fronteras sin tocar en absoluto el tema de los recursos depredados en el resto del mundo debido al alto consumo de energía que requiere el estilo de vida estadounidense.